# Howard Carter
Howard Carter (Kensington (Londen), 9 mei 1874 – aldaar, 2 maart 1939) was een archeoloog en egyptoloog die wereldberoemd werd door de ontdekking van het graf van de Egyptische farao Toetanchamon (19 jaar). 
Carter deed veel opgravingen in Egypte, waarmee hij begon op 17-jarige leeftijd in 1891. Hij werkte toen aan de opgraving van Beni Hassan, de graven van de prinsen en prinsessen uit het Middenrijk (ca. 2000 v.Chr.). Later nam de egyptoloog professor W.M. Flinders Petrie de jonge Carter onder zijn hoede.
In 1899 werd Carter een baan aangeboden door de Egyptische Oudheidkundige dienst: inspecteur-generaal van de monumenten van Opper-Egypte. In 1905 nam hij daar ontslag vanwege een conflict.

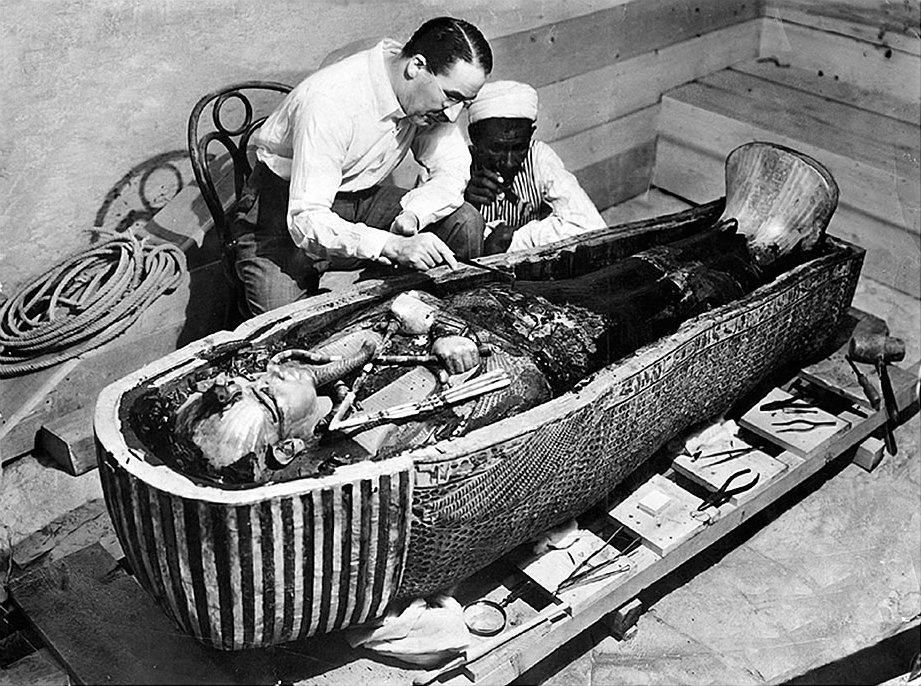
Howard Carter en de sarcofaag van Toetanchamon
(1922), The New York Times

Verschillende moeilijke jaren volgden, totdat Carter in 1907 werd voorgesteld aan George Herbert, de graaf van Carnarvon. Lord Carnarvon was een (amateur) egyptoloog die graag de fondsen fourneerde die noodzakelijk waren om Carters werk voort te zetten. Al gauw kreeg Carter de leiding over alle opgravingen van Carnarvon.
Lord Carnarvon financierde Carters zoektocht naar de tombe van de tot dan toe onbekende farao Toetanchamon, wiens bestaan Carter had ontdekt. Op 4 november 1922 ontdekte Carter de tombe, die de tot dan toe enige vrijwel ongeschonden tombe in de Vallei der Koningen (Graf DK 62) in de omgeving van Luxor bleek te zijn. Op 16 februari van het volgende jaar opende Carter de grafkamer en zag hij voor het eerst de sarcofaag van Toetanchamon.
Na de inventarisatie van alle vondsten trok Carter zich terug uit de archeologie en werd hij verzamelaar. Carter stierf in 1939 op 64-jarige leeftijd. De relatief hoge leeftijd van Carter ziet men als bewijs dat Carter niet getroffen is door de vermeende vloek van de farao, die andere leden van de opgravingsploeg zou hebben getroffen.

## Werk
- The Tomb of Tut-ankh-amen, vol. I (i.s.m. A.C. Mace), II en III (1923-33).

- Bibsys: 3098613
- Biblioteca Nacional de España: XX1721347
- Bibliothèque nationale de France: cb11895358w (data)
- Catàleg d'autoritats de noms i títols de Catalunya: 981058511841306706
- CiNii: DA01978081
- Stuttgart Database of Scientific Illustrators 1450–1950: 12095
- Gemeinsame Normdatei: 118519328
- International Standard Name Identifier: 0000 0003 6958 9012
- Library of Congress Control Number: n50033940
- Nationale Bibliotheek van Letland: 000000482
- MusicBrainz: 04fb4ab1-599e-4ca6-93cf-3efb140d83d0
- Bibliotheek van het Japanse parlement: 00435427
- Nationale Bibliotheek van Tsjechië: jn20000700286
- Nationale bibliotheek van Australië: 35026273
- Nationale Bibliotheek van Israël: 987007270802905171
- Nationale Bibliotheek van Polen: a0000001078825
- Nationale en Universitaire bibliotheek Zagreb: 000783947
- Nederlandse Thesaurus van Auteursnamen: 069871485
- Réseau des bibliothèques de Suisse occidentale: 02-A012317609
- RKD-Nederlands Instituut voor Kunstgeschiedenis: 15656
- LIBRIS: 180673
- SNAC: w66m3b1m
- Système universitaire de documentation: 026769492
- Trove: 799894
- Union List of Artist Names: 500009930
- Virtual International Authority File: 121597058
- WorldCat: E39PBJxmJx9rD7wH77PbFbBVmd

1. ↑  Oxford Dictionary of National Biography; ODNB-identificatiecode: 32312.
2. ↑  Find a Grave; Find a Grave-identificatiecode voor graf: 3665.